# Halåsen
Halåsen este o arie protejată (arie specială de conservare — SAC, sit de importanță comunitară — SCI) din Suedia întinsă pe o suprafață de 29 ha, integral pe uscat.

## Localizare
Centrul sitului Halåsen este situat la coordonatele 63°17′47″N 14°43′07″E / 63.2963°N 14.7185°E.

## Înființare
Situl Halåsen a fost declarat sit de importanță comunitară în decembrie 1998 pentru a proteja 1 specie de plante. Situl a fost protejat și ca arie specială de conservare în martie 2011.

## Biodiversitate
Situată în ecoregiunea boreală, aria protejată conține 1 habitat natural: Taiga vestică.
La baza desemnării sitului se află o specie protejată de  plante: papucul doamnei (Cypripedium calceolus).